# Щелкуны-гребнелапы
Щелкуны-гребнелапы (лат. Adrastus) — род жуков-щелкунов из подсемейства Prosterninae.

## Список видов
Некоторые виды:
- Adrastus axillaris Erichson, 1841
- Adrastus binaghii Leseigneur, 1969
- Adrastus circassicus Reitter, 1896 — Щелкун черкесский
- Adrastus gurjevae Penev, 1983
- Adrastus juditae Laibner, 1991
- Adrastus kryshtali Dolin, 1988
- Adrastus lacertosus Erichson, 1841
- Adrastus limbatus (Fabricius, 1776) — Щелкун отороченный, или длинноусый
- Adrastus melonii Platia & Gudenzi, 2000
- Adrastus miegi Graells, 1858
- Adrastus montanus (Scopoli, 1763)
- Adrastus montenegroensis Laibner, 1987
- Adrastus pallens (Fabricius, 1792) — Щелкун желтоусый
- Adrastus rachifer (Fourcroy, 1785) — Щелкун малый
- Adrastus sbordonii Guglielmi & Platia, 1985
- Adrastus temperei Leseigneur, 1974